# Wasa Royals 2023
Questa voce raccoglie le informazioni riguardanti i Wasa Royals nelle competizioni ufficiali della stagione 2023.

## Maschile

### Prima squadra

#### Vaahteraliiga 2023

##### Stagione regolare
| Seinäjoki 11 maggio 2023, ore 18:30 1ª giornata | Seinäjoki Crocodiles | 35 – 14 (7-7 7-0 7-7 14-0) referto | Wasa Royals | Wirokit Stadion (815 spett.)\| Arbitro: \| Lamminsalo \| |
| Arbitro:                                        | Lamminsalo           |                                    |             |                                                          |

| Porvoo 20 maggio 2023, ore 16:30 2ª giornata | Porvoon Butchers | 14 – 35 (0-14 7-14 7-7 0-0) referto | Wasa Royals | Porvoon Keskuskenttä (178 spett.)\| Arbitro: \| V. Lamminsalo \| |
| Arbitro:                                     | V. Lamminsalo    |                                     |             |                                                                  |

| Vaasa 9 giugno 2023, ore 18:30 5ª giornata | Wasa Royals   | 40 – 21 (7-0 25-0 8-0 0-21) referto | Helsinki Wolverines | Karhulan keskuskenttä (430 spett.)\| Arbitro: \| M. Makarainen \| |
| Arbitro:                                   | M. Makarainen |                                     |                     |                                                                   |

| Lohja 17 giugno 2023, ore 16:30 6ª giornata | United Newland Crusaders | 42 – 35 (7-7 14-14 6-7 15-7) referto | Wasa Royals | Harjun kenttä (150 spett.)\| Arbitro: \| M. Immonen \| |
| Arbitro:                                    | M. Immonen               |                                      |             |                                                        |

| Vaasa 1º luglio 2023, ore 14:30 7ª giornata | Wasa Royals | 21 – 24 (0-7 14-7 0-3 7-7) referto | Kuopio Steelers | Kaarlen kenttä (273 spett.)\| Arbitro: \| Toijala \| |
| Arbitro:                                    | Toijala     |                                    |                 |                                                      |

| Vaasa 5 luglio 2023, ore 18:30 Recupero 4ª giornata | Wasa Royals   | 28 – 43 (13-0 7-29 0-7 8-7) referto | Helsinki Roosters | Kaarlen kenttä (411 spett.)\| Arbitro: \| V. Lamminsalo \| |
| Arbitro:                                            | V. Lamminsalo |                                     |                   |                                                            |

| Helsinki 8 luglio 2023, ore 16:30 8ª giornata | Helsinki Wolverines | 0 – 46 (0-7 0-13 0-14 0-12) referto | Wasa Royals | Velodromo di Helsinki (128 spett.)\| Arbitro: \| M. Makarainen \| |
| Arbitro:                                      | M. Makarainen       |                                     |             |                                                                   |

| Helsinki 13 luglio 2023, ore 18:30 9ª giornata | Helsinki Roosters | 55 – 27 (7-7 21-7 14-6 13-7) referto | Wasa Royals | Velodromo di Helsinki (384 spett.)\| Arbitro: \| M. Immonen \| |
| Arbitro:                                       | M. Immonen        |                                      |             |                                                                |

| Kuopio 22 luglio 2023, ore 16:30 10ª giornata | Kuopio Steelers | 18 – 28 (0-0 6-14 6-0 6-14) referto | Wasa Royals | Väinölänniemen stadion (312 spett.)\| Arbitro: \| Janhuba \| |
| Arbitro:                                      | Janhuba         |                                     |             |                                                              |

| Vaasa 28 luglio 2023, ore 18:30 11ª giornata | Wasa Royals | 39 – 22 (7-0 13-14 13-0 6-8) referto | United Newland Crusaders | Kaarlen kenttä (352 spett.)\| Arbitro: \| Toijala \| |
| Arbitro:                                     | Toijala     |                                      |                          |                                                      |

| Vaasa 11 agosto 2023, ore 18:30 12ª giornata | Wasa Royals | 28 – 34 (7-13 0-6 7-0 14-15) referto | Seinäjoki Crocodiles | Kaarlen kenttä (550 spett.)\| Arbitro: \| M. Immonen \| |
| Arbitro:                                     | M. Immonen  |                                      |                      |                                                         |

| Vaasa 19 agosto 2023, ore 16:30 13ª giornata | Wasa Royals   | 28 – 21 (0-0 7-7 14-14 7-0) referto | Porvoon Butchers | Karhulan keskuskenttä (425 spett.)\| Arbitro: \| M. Makarainen \| |
| Arbitro:                                     | M. Makarainen |                                     |                  |                                                                   |

##### Playoff
| Seinäjoki 2 settembre 2023, ore 15:00 Semifinale | Seinäjoki Crocodiles | 28 – 14 (0-0 14-7 7-7 7-0) referto | Wasa Royals | Wirokit Stadion (770 spett.)\| Arbitro: \| Toijala \| |
| Arbitro:                                         | Toijala              |                                    |             |                                                       |

#### Statistiche di squadra
| Competizione      | %Vittorie | In casa | In casa | In casa | In casa | In casa | In casa | In trasferta | In trasferta | In trasferta | In trasferta | In trasferta | In trasferta | Totale | Totale | Totale | Totale | Totale | Totale |
| Competizione      | %Vittorie | G       | V       | N       | P       | Pf      | Ps      | G            | V            | N            | P            | Pf           | Ps           | G      | V      | N      | P      | Pf     | Ps     |
| ----------------- | --------- | ------- | ------- | ------- | ------- | ------- | ------- | ------------ | ------------ | ------------ | ------------ | ------------ | ------------ | ------ | ------ | ------ | ------ | ------ | ------ |
| Stagione regolare | .500      | 6       | 3       | 0       | 3       | 184     | 165     | 6            | 3            | 0            | 3            | 185          | 164          | 12     | 6      | 0      | 6      | 369    | 329    |
| Playoff           | .000      | 0       | 0       | 0       | 0       | 0       | 0       | 1            | 0            | 0            | 1            | 14           | 28           | 1      | 0      | 0      | 1      | 14     | 28     |
| Totale            | .462      | 6       | 3       | 0       | 3       | 184     | 165     | 7            | 3            | 0            | 4            | 199          | 192          | 12     | 6      | 0      | 7      | 383    | 357    |

#### Statistiche personali

##### Marcatori
| Giocatore     | Ruolo | TD rush | TD recv | TD int | TD p.ret | TD k.ret | TD oth | Xp1  | Xp2 | FG | Saf | Totale |
| ------------- | ----- | ------- | ------- | ------ | -------- | -------- | ------ | ---- | --- | -- | --- | ------ |
| Morovick      |       | 22+1    | 0       | 0      | 0        | 0        | 0      | 0    | 0   | 0  | 0   | 138    |
| Jalloh        |       | 2+1     | 12      | 1      | 1        | 0        | 0      | 0    | 0   | 0  | 0   | 102    |
| Suoste        |       | 8       | 0       | 0      | 0        | 0        | 0      | 0    | 0   | 0  | 0   | 48     |
| West          |       | 0       | 0       | 0      | 0        | 0        | 0      | 30+2 | 0   | 0  | 0   | 32     |
| R. Viinamäki  |       | 0       | 2       | 0      | 0        | 0        | 0      | 0    | 0   | 0  | 0   | 12     |
| O. Vesiluoma  |       | 0       | 0       | 0      | 0        | 0        | 0      | 9    | 1   | 0  | 0   | 11     |
| B. Escobar    |       | 0       | 1       | 0      | 0        | 0        | 0      | 0    | 0   | 0  | 0   | 6      |
| Haapamäki     |       | 1       | 0       | 0      | 0        | 0        | 0      | 0    | 0   | 0  | 0   | 6      |
| A. Lindfors   |       | 0       | 1       | 0      | 0        | 0        | 0      | 0    | 0   | 0  | 0   | 6      |
| J. Purtola    |       | 0       | 1       | 0      | 0        | 0        | 0      | 0    | 0   | 0  | 0   | 6      |
| O. Korkeamaki |       | 0       | 0       | 0      | 0        | 0        | 0      | 0    | 1   | 0  | 0   | 2      |

#### Passer rating
| Giocatore | G    | Att   | Comp  | Int  | Yds     | TD   | NFL   | NCAA   |
| --------- | ---- | ----- | ----- | ---- | ------- | ---- | ----- | ------ |
| Morovick  | 12+1 | 299+6 | 153+1 | 11+0 | 1948+18 | 17+0 | 74,57 | 115,82 |
| Haapamäki | 1    | 18    | 8     | 1    | 121     | 0    | 43,98 | 89,80  |

### Seconda squadra

#### III-divisioona 2023

##### Stagione regolare
| Joensuu 29 luglio 2023, ore 13:00 3ª giornata | Malmi Blaze | 8 – 30 (0-14 8-16) referto | Wasa Royal A's | Mehtimäen tekonurmi |

| Joensuu 29 luglio 2023, ore 15:00 3ª giornata | Wasa Royal A's | 28 – 10 (22-2 6-8) referto | Joensuu Wolves | Mehtimäen tekonurmi |

| Porvoo 12 agosto 2023, ore 12:00 4ª giornata | Sipoo Bulldogs | 30 – 0 (a tavolino) referto | Wasa Royal A's | Myllymäen urheilukenttä |

| Porvoo 12 agosto 2023, ore 14:00 4ª giornata | Wasa Royal A's | 0 – 30 (a tavolino) referto | Porvoon Butchers II | Myllymäen urheilukenttä |

#### Statistiche di squadra
| Competizione      | %Vittorie | In casa | In casa | In casa | In casa | In casa | In casa | In trasferta | In trasferta | In trasferta | In trasferta | In trasferta | In trasferta | Totale | Totale | Totale | Totale | Totale | Totale |
| Competizione      | %Vittorie | G       | V       | N       | P       | Pf      | Ps      | G            | V            | N            | P            | Pf           | Ps           | G      | V      | N      | P      | Pf     | Ps     |
| ----------------- | --------- | ------- | ------- | ------- | ------- | ------- | ------- | ------------ | ------------ | ------------ | ------------ | ------------ | ------------ | ------ | ------ | ------ | ------ | ------ | ------ |
| Stagione regolare | .500      | 2       | 1       | 0       | 1       | 28      | 40      | 2            | 1            | 0            | 1            | 30           | 38           | 4      | 2      | 0      | 2      | 58     | 78     |
| Totale            | .500      | 2       | 1       | 0       | 1       | 28      | 40      | 2            | 1            | 0            | 1            | 30           | 38           | 4      | 2      | 0      | 2      | 58     | 78     |

## Femminile

### Naisten I-divisioona 2023

#### Stagione regolare
| Kotka 3 giugno 2023, ore 14:00 1ª giornata | Kotka Eagles | 14 – 13 (6-7 0-6 2-0 6-0) referto | Wasa Royals | Karhulan keskuskenttä |

| Vaasa 11 giugno 2023, ore 15:00 2ª giornata | Wasa Royals | 34 – 38 (6-6 10-6 6-20 12-6) referto | Helsinki Roosters | Kaarlen kenttä |

| Vaasa 18 giugno 2023, ore 15:00 3ª giornata | Wasa Royals | 0 – 6 (0-0 0-6 0-0 0-0) referto | Jyväskylä Jaguars | Kaarlen kenttä |

| Vaasa 2 luglio 2023, ore 15:00 4ª giornata | Wasa Royals | 36 – 34 (d.t.s.) (7-8 3-6 6-0 6-8 14-12) referto | Kotka Eagles | Kaarlen kenttä |

| Helsinki 9 luglio 2023, ore 14:00 5ª giornata | Helsinki Roosters | 6 – 14 (0-7 0-0 0-7 6-0) referto | Wasa Royals | Velodromo di Helsinki |

| Jyväskylä 15 luglio 2023, ore 13:00 6ª giornata | Jyväskylä Jaguars | 0 – 22 (0-7 0-7 0-8 0-0) referto | Wasa Royals | Viitaniemen kenttä |

#### Playoff
| Vaasa 30 luglio 2023, ore 15:00 Semifinale | Wasa Royals | 13 – 8 (7-8 0-0 6-0 0-0) referto | Kotka Eagles | Kaarlen kenttä |

| Vantaa 5 agosto 2023, ore 18:00 Finale | Helsinki Roosters | 18 – 27 (6-0 0-7 0-13 12-7) referto | Wasa Royals | Myyrmäen jalkapallostadion |

### Statistiche di squadra
| Competizione      | %Vittorie | In casa | In casa | In casa | In casa | In casa | In casa | In trasferta | In trasferta | In trasferta | In trasferta | In trasferta | In trasferta | Totale | Totale | Totale | Totale | Totale | Totale |
| Competizione      | %Vittorie | G       | V       | N       | P       | Pf      | Ps      | G            | V            | N            | P            | Pf           | Ps           | G      | V      | N      | P      | Pf     | Ps     |
| ----------------- | --------- | ------- | ------- | ------- | ------- | ------- | ------- | ------------ | ------------ | ------------ | ------------ | ------------ | ------------ | ------ | ------ | ------ | ------ | ------ | ------ |
| Stagione regolare | .500      | 3       | 1       | 0       | 2       | 70      | 78      | 3            | 2            | 0            | 1            | 49           | 20           | 6      | 3      | 0      | 3      | 119    | 98     |
| Playoff           | 1.000     | 1       | 1       | 0       | 0       | 13      | 8       | 1            | 1            | 0            | 0            | 27           | 18           | 2      | 2      | 0      | 0      | 40     | 26     |
| Totale            | .625      | 4       | 2       | 0       | 2       | 83      | 86      | 4            | 3            | 0            | 1            | 76           | 38           | 8      | 5      | 0      | 3      | 159    | 124    |